# Sfinții 40 de mucenici din Sevastia
Cei 40 de mucenici din Sevastia (în greacă veche Ἅγιοι Τεσσεράκοντα) a fost un grup de soldați romani din Legiunea a XII-a Fulminata (Înarmată cu fulger) care a fost martirizat în anul 320 din cauza credinței creștine și este menționat în martirologiile tradiționale.
Ei au fost uciși de la marginea orașului Sevastia din provincia Armenia Inferior (actualul oraș Sivas din Turcia) din ordinul împăratului Licinius (308-324), care, după anul 316, i-a persecutat pe creștinii din regiunile orientale ale imperiului. Cea mai veche relatare despre existența și martiriul lor îi aparține episcopului Vasile al Cezareei Capadociei (370–379) într-o omilie pe care a rostit-o în ziua praznicului lor. Prăznuirea celor Patruzeci de Mucenici datează, prin urmare, de dinaintea păstoririi episcopului Vasile, care i-a elogiat la 50-60 de ani de la moartea lor.

## Martiriul

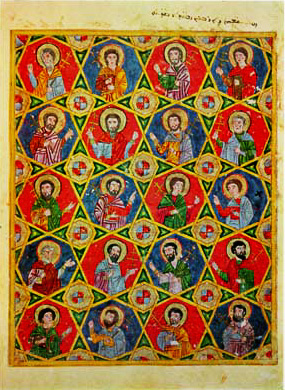
O miniatură din Evangheliarul siriac, creată în jurul anului 1220 în apropierea orașului Mosul și având o puternică influență musulmano-mongolă.

Potrivit lui Vasile cel Mare, cei patruzeci de mucenici erau soldați creștini din Capadocia, aflați în slujba împăratului roman Licinius (308-324). Legiunea lor era detașată în anul 320 în cetatea Sevastia. Trei dintre ei, Chirion, Candid și Domnos, erau foarte pricepuți în studiul Sfintei Scripturi. În ciuda faptului că împărații Constantin cel Mare și Licinius emiseseră în anul 313 Edictul de la Milan prin care practicarea creștinismului era permisă, conflictul izbucnit ulterior între cei doi împărați l-a determinat pe Licinius să inițieze o persecuție anticreștină în provinciile din estul imperiului, care se aflau în jurisdicția sa.
Cei patruzeci de soldați creștini au fost îndemnați de Agricolae, prefectul Armeniei Inferior, să aducă jertfe zeilor romani și au refuzat să intre în templu, mărturisind în mod deschis că sunt creștini. După ce au fost întemnițați timp de 8 zile, bătuți cu pietre și ademeniți cu daruri, ei au fost aduși pe marginea unui lac de la marginea orașului Sevastia, într-o noapte foarte friguroasă, și au fost aruncați dezbrăcați în apa înghețată a lacului pentru a muri de frig. Persecutorii au pregătit pe mal o baie caldă pentru cei care ar fi declarat că renunță la creștinism. Unul dintre cei patruzeci de soldați nu a mai putut îndura frigul năpraznic și a acceptat să aducă ofrande zeilor romani, dar a murit imediat după ce a ieșit din lacul înghețat și a intrat în baia caldă. Unul dintre gardieni, pe nume Aglaius, care veghea martiriul soldaților a văzut deodată o lumină supranaturală care-l copleșea și s-a proclamat creștin; el s-a dezbrăcat și a intrat în apele lacului, alăturându-se celor treizeci și nouă de oameni rămași. Numărul mucenicilor a rămas astfel patruzeci.
În aceea noapte s-au petrecut mari minuni: apa lacului s-a încălzit, gheața s-a topit și 40 de cununi strălucitoare au pogorât asupra mucenicilor. În zorii zilei cei patruzeci de soldați au fost scoși vii din lac, li s-au zdrobit fluierele picioarelor și au fost lăsați să agonizeze până ce au murit. Trupurile lor au fost arse și cenușa aruncată în lac. Creștinii au adunat însă rămășițele lor și le-au distribuit în mai multe orașe; în acest fel, venerarea celor patruzeci de martiri s-a răspândit în întreg imperiul și numeroase biserici au fost ridicate în cinstea lor.

## Numele celor 40 de sfinți

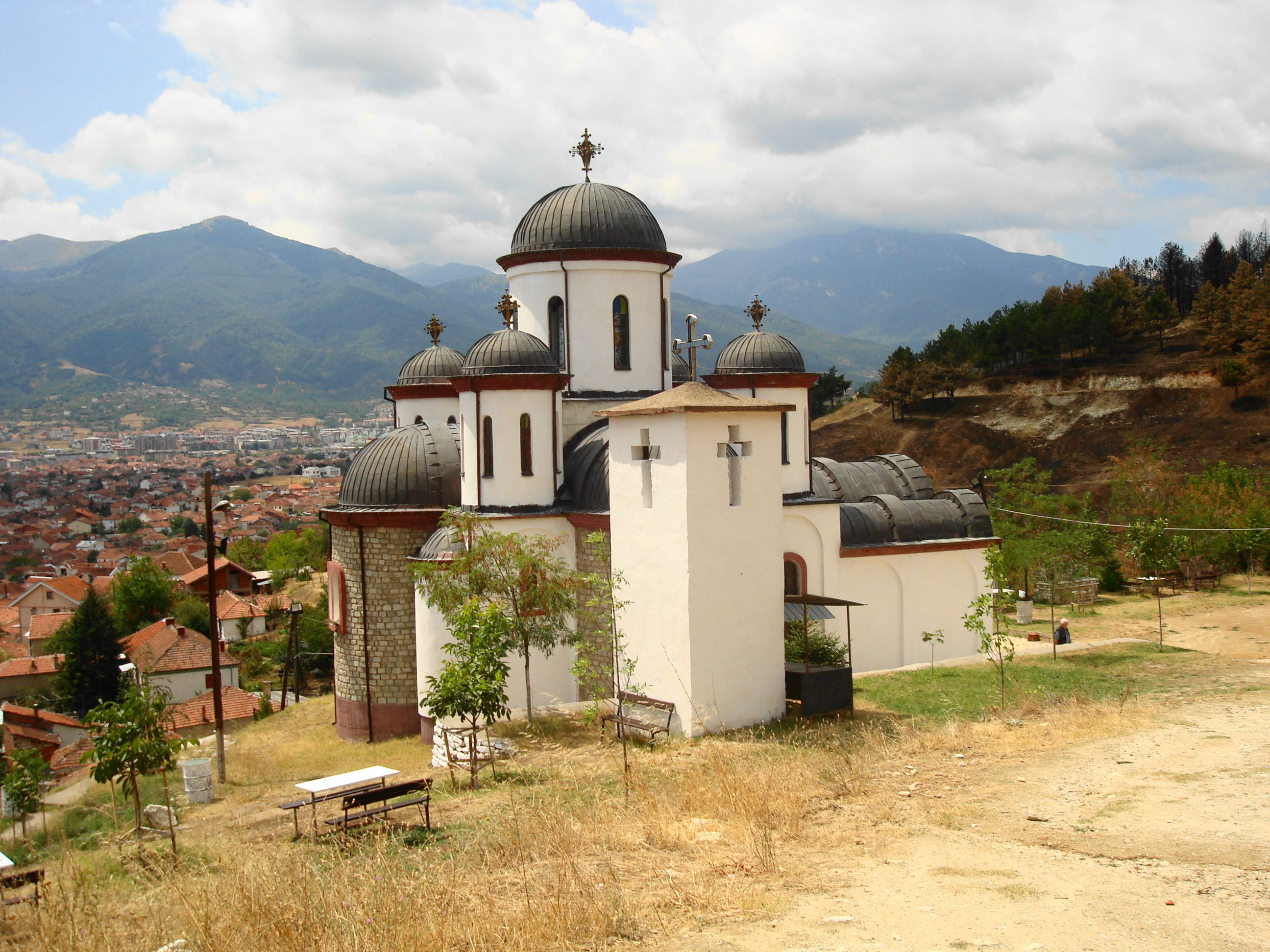
Biserica ortodoxă a celor Patruzeci de Mucenici din Sevastia de la Bitola, Macedonia de Nord.

Mineiul Bisericii Ortodoxe menționează următoarele nume ale celor Patruzeci de Mucenici:
- Hesychius, Meliton, Heraclius, Smaragdus, Domnus, Eunoicus, Valens, Vivianus, Claudius, Priscus, Theodulus, Euthychius, John, Xantheas, Helianus, Sisinius, Cyrion, Angius, Aetius, Flavius, Acacius, Ecditius, Lysimachus, Alexander, Elias, Candidus, Theophilus, Dometian, Gaius, Gorgonius, Eutyches, Athanasius, Cyril, Sacerdon, Nicholas, Valaerius, Philoctimon, Severian, Chudion și Aglaius.[5]

Potrivit lui Antonio Borrelli, numele lor erau:
- Aetius, Eutychius, Cyrius, Theophilus, Sisinnius, Smaragdus, Candidus, Aggia, Gaius, Cudio, Heraclius, John, Philotemon, Gorgonius, Cirillus, Severianus, Theodulus, Nicallus, Flavius, Xantius, Valerius, Aesychius, Eunoicus, Domitian, Domninus, Helianus, Leontius (Theoctistus), Valens, Acacius, Alexander, Vicratius (Vibianus), Priscus, Sacerdos, Ecdicius, Athanasius, Lisimachus, Claudius, Ile, Melito și Eutychus (Aglaius).[6]

## Venerare

### Începuturi
În cinstea celor Patruzeci de Mucenici a fost construită o biserică în orașul Cezareea Capadociei, în care episcopul Vasile cel Mare și-a rostit omilia. Grigorie de Nyssa a avut o evlavie deosebită față de cei Patruzeci de Mucenici și le-a dedicat două discursuri în care a elogiat spiritul lor sacrificiu și devotamentul față de credința creștină, iar, după moartea părinților săi, i-a înmormântat lângă moaștele mucenicilor. Efrem Sirul i-a elogiat, de asemenea, pe cei Patruzeci de Mucenici. Istoricul Sozomen a lăsat o relatare interesantă despre găsirea moaștelor mucenicilor în sanctuarul Sfântului Tirs, construit la Constantinopol de consulul Caesarius, prin intervenția împărătesei Pulcheria.

### În Europa de Răsărit

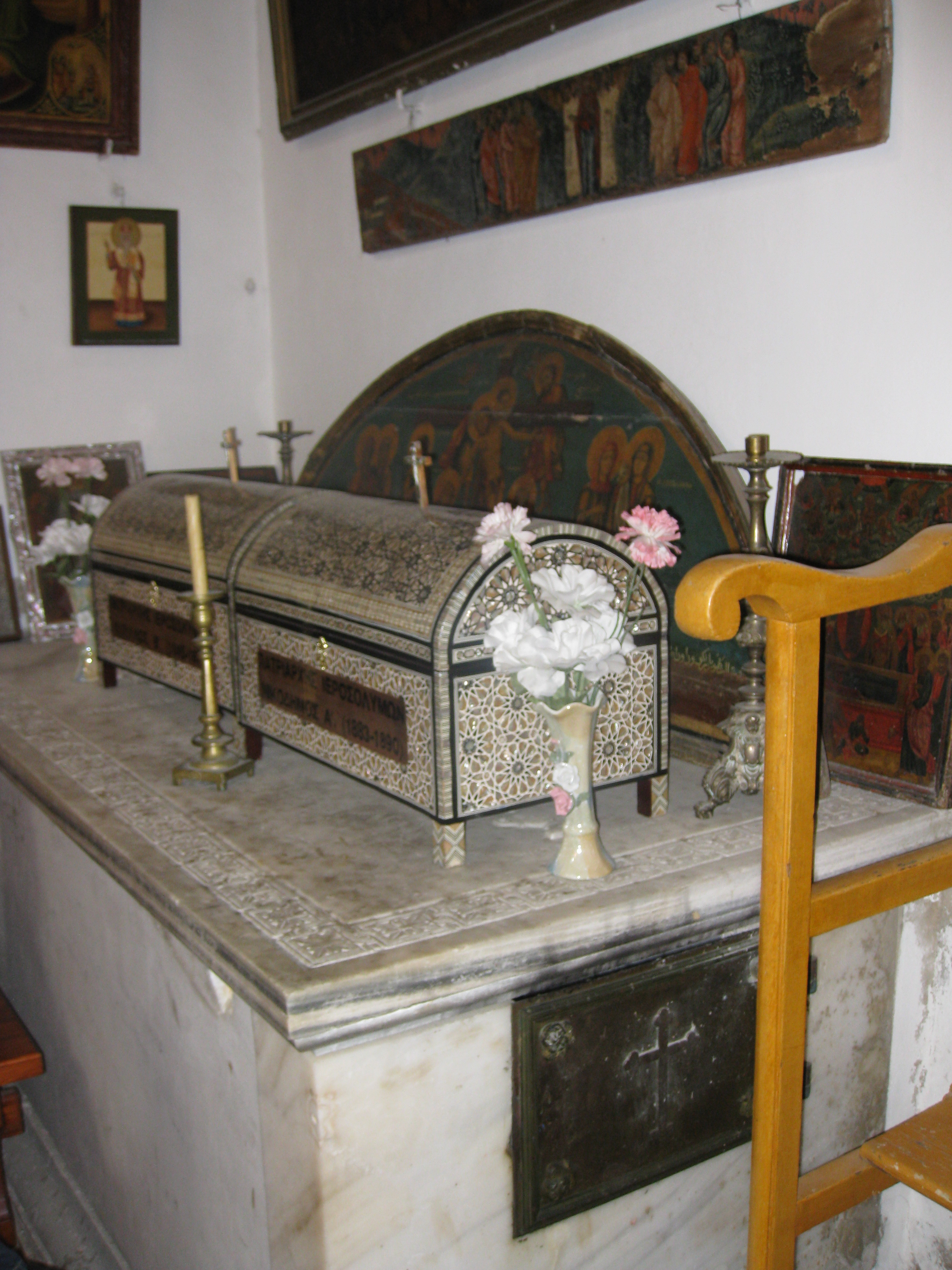
Capela celor Patruzeci de Mucenici din Biserica Sfântului Mormânt din Ierusalim.

Cultul celor Patruzeci de Mucenici este răspândit în întreg estul Europei. Mănăstirea celor Patruzeci de Sfinți din Sarandë (în actuala Albania), care a dat numele grecesc al orașului (Άγιοι Σαράντα, Aghioi Saranda), a fost construită în secolul VI d.Hr. și se crede că a fost un important loc de pelerinaj. Bisericile Sfânta Sofia din Ohrid (în actuala Macedonia de Nord) și Kiev (Ucraina) conțin icoane ale mucenicilor care datează din secolele al XI-lea și, respectiv, al XII-lea. Mai multe capele au fost dedicate celor Patruzeci de Mucenici și există mai multe cazuri când biserica întreagă este închinată acestora: de exemplu, Mănăstirea Xiropotamu de pe Muntele Athos și Biserica Sfinților Patruzeci de Mucenici din secolul al XIII-lea, din Veliko Tarnovo (Bulgaria).
Catedrala Armeană din Alep și Catedrala Ortodoxă Greacă din Homs sunt închinate, de asemenea, celor Patruzeci de Mucenici.

#### În arta ortodoxă

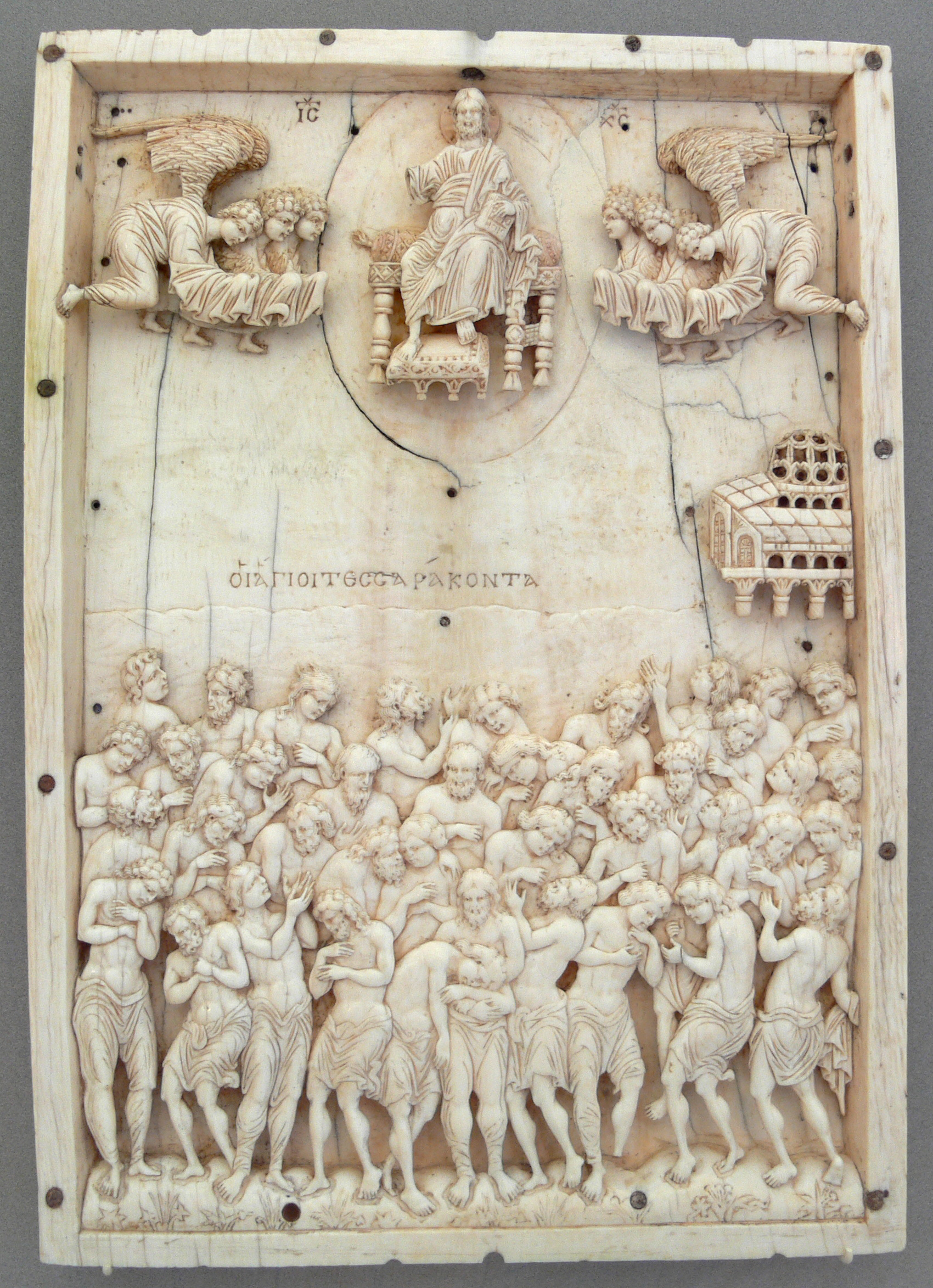
Basorelief sculptat în fildeș de la Constantinopol, secolul al X-lea (Muzeul Bode, Berlin).

Artiștii bizantini au fost fascinați de acest subiect care le-a permis să arate grafic disperarea umană. Mucenicii erau reprezentați de obicei în momentul în care erau pe punctul de a muri de îngheț, „tremurând de frig, îmbrățișându-se pentru a le fi mai cald sau plesnindu-și fața sau încheieturile în durere și disperare”. Acest lucru este evident mai ales pe marea placă de fildeș din secolul al X-lea de la Muzeul Bode din Berlin și pe mozaicul portabil din ceară Palaiologan în ceară de la Dumbarton Oaks.
Subiectul rămâne popular în rândul iconografilor ortodocși.

### În Europa de Apus
Evlavia specială față de cei Patruzeci de Mucenici din Sevastia a fost introdusă de timpuriu în Europa Occidentală. Episcopul Gaudentius din Brescia (d. aproximativ 410 sau 427) a primit particule din cenușa martirilor în timpul unei călătorii în Orient și le-a așezat împreună cu alte moaște în altarul bazilicii pe care a înălțat-o, ținând un discurs, încă păstrat, cu ocazia sfințirii sale.
Biserica Santa Maria Antiqua din Forumul Roman, construită în secolul al V-lea, conține o capelă, construită la fel ca și biserica pe un loc antic și consacrată celor Patruzeci de Mucenici. O pictură murală din secolul al VI-lea sau al VII-lea înfățișează martiriul lor. Numele mărturisitorilor, așa cum apar în sursele ulterioare, au fost înscrise anterior pe această frescă.
Cronici ale martiriului lor, scrise ulterior în limbile greacă, siriacă și latină, sunt încă păstrate, ca și un „Testament” al celor Patruzeci de Mucenici. 

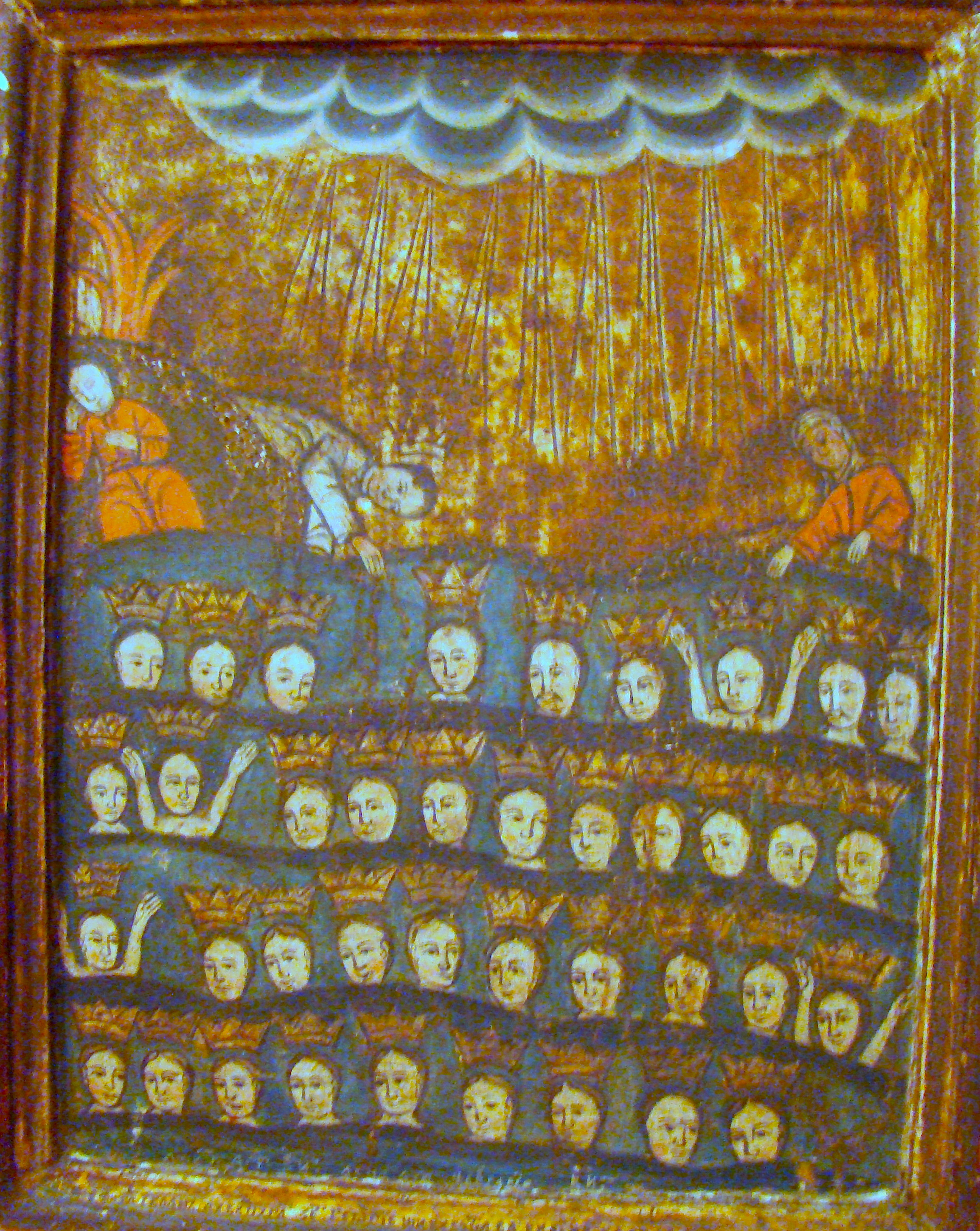
Cei 40 de sfinți mucenici din Sevastia (icoană din patrimoniul Muzeului Grăniceresc Năsăudean)

## Vezi și
- Mucenici